# 錫希堡米倫格拉本河

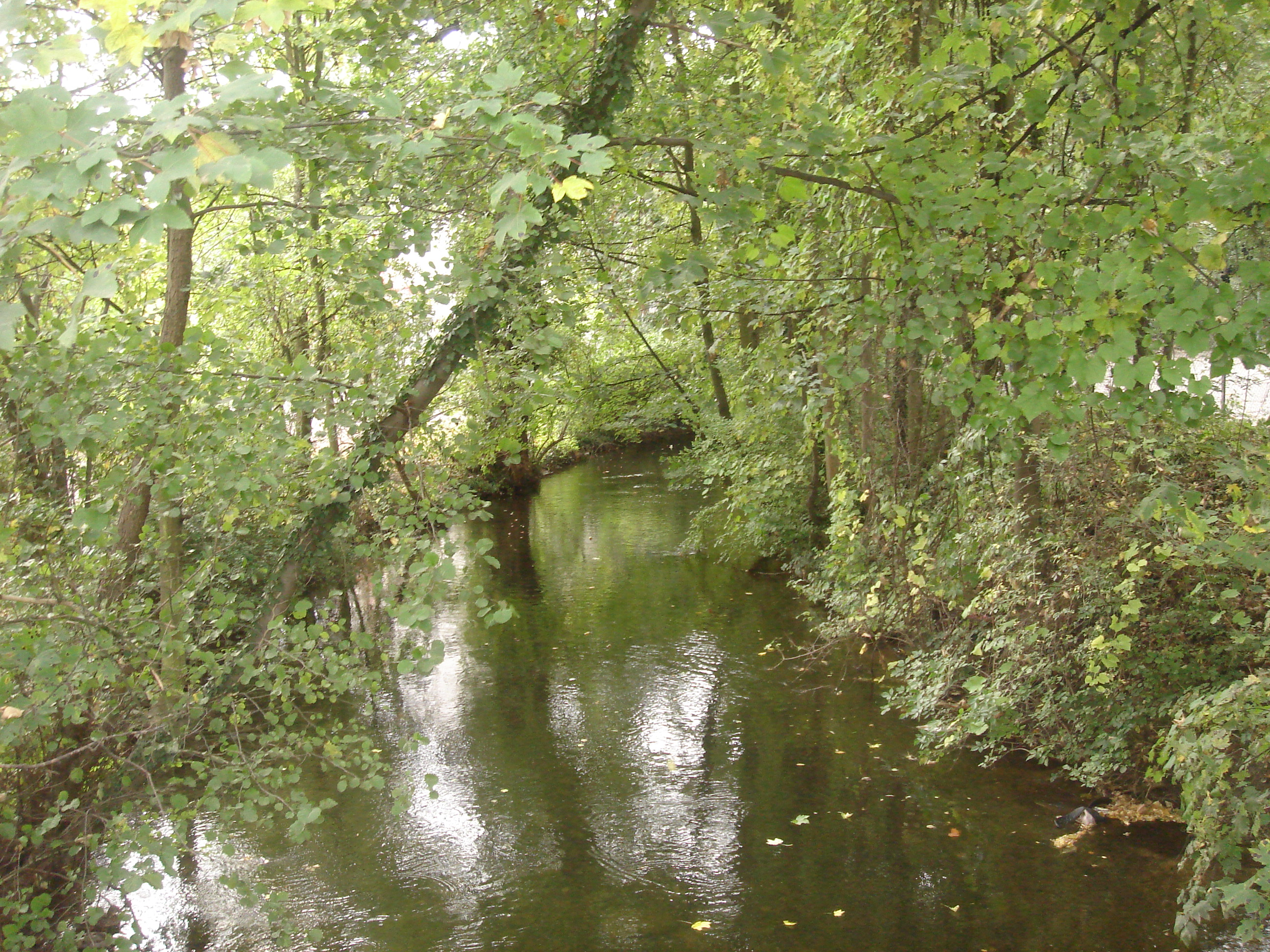

50°47′57.35″N 7°10′45.42″E / 50.7992639°N 7.1792833°E
錫希堡米倫格拉本河（德語：Siegburger Mühlengraben），是德國的河流，位於該國西部，處於北萊茵-威斯特法倫州，屬於錫格河的支流，河道全長4.7公里，流域面積5.7平方公里。